# Podgorje Bednjansko
Podgorje Bednjansko falu Horvátországban Varasd megyében. Közigazgatásilag Bednjához tartozik.

## Fekvése
Varasdtól 27 km-re délnyugatra, községközpontjától 4 km-re északkeletre a Ravna gora déli lábánál fekszik.

## Története
A falunak 1857-ben 77, 1910-ben 116 lakosa volt. A trianoni békeszerződésig Varasd vármegye Ivaneci járáshoz tartozott. 2001-ben a falunak 10 háztartása és 27 lakosa volt.

## Külső hivatkozások
- Bednja község hivatalos oldala